# FNSラフ&ミュージック2022〜歌と笑いの祭典〜
『FNSラフ&ミュージック2022〜歌と笑いの祭典〜』（エフエヌエス ラフ アンド ミュージック 2022 うたとわらいのさいてん）は、フジテレビ系列（テレビ大分を除く）で2022年9月10日 18:30 - 23:10（JST）・9月11日 18:59 - 23:09（JST）に生放送された大型特別番組。

## 概要
前年に引き続き「歌と笑いの融合」をテーマに、2日間およそ約9時間に渡ってアーティストのライブ・お笑い芸人のネタ・さらにアーティスト×お笑い芸人のコラボ企画やクロストークなどが展開された。
全体の進行はフジテレビに2022年4月に入社した岸本理沙と松﨑涼佳の新人女性アナウンサー2人が抜擢され、前回に引き続き、新人アナウンサーがこの番組で本格デビューを飾り、ゴールデンタイム番組の進行に初めて挑戦する形となった。また、前年に引き続き、松本人志・中居正広・ナインティナイン・大悟・アンタッチャブルの7人が2日間通しのMCとして出演した。
なお、TVerにて同年春から開始したフジテレビ系リアルタイム配信では放送楽曲の権利関係等の事情で番組の配信はされなかったものの、TVer独自の企画としてカンニング竹山と渡邊渚アナウンサーが「"うら"生配信」と題した番組を生配信した。同配信ではFCGビル内にある社員食堂「ラポルト」をスタジオ代わりに使用し、本番に出演した芸人やアーティストを迎えてトークが行われた。この試みは同年12月の『FNS歌謡祭』でも竹山・渡邊を司会に据えたまま、第2弾として同じ内容で行なっている。
2023年から『FNS27時間テレビ』が再開したため、『FNSラフ&ミュージック』としての放送はこの年が最後となった。

## 出演者

### MC
総合司会
- 岸本理沙（フジテレビアナウンサー）[3][4]
- 松﨑涼佳（フジテレビアナウンサー）[3][4]

キャプテン
- 松本人志（ダウンタウン）[3][4]

サポーター
- 中居正広[3][4]
- ナインティナイン（岡村隆史・矢部浩之）[3][4]

アシスタントサポーター
- 大悟（千鳥）[注 1][3][4]
- アンタッチャブル（山崎弘也・柴田英嗣）[3][4]

### 第1夜
アーティスト
- 石川さゆり
- AKB48
- Creepy Nuts
- KOH+（福山雅治と柴咲コウによるユニット。）
- ジャニーズWEST
- Snow Man
- Tani Yuuki
- BiSH

お笑い芸人
- 空気階段
- チョコレートプラネット
- ナイツ
- NON STYLE
- ハライチ
- 爆笑問題
- フットボールアワー
- ミキ
- 見取り図
- ミルクボーイ
- ロッチ

IPPON GRAND PRIX THE LIVE!
- Snow Manチーム
  - 向井康二
  - 阿部亮平
  - 宮舘涼太
- 吉本大喜利苦手芸人チーム
  - 藤本敏史（FUJIWARA）
  - 陣内智則
  - 後藤輝基（フットボールアワー）
- 審査員
  - バカリズム
  - 西田幸治（笑い飯）
  - 大悟（千鳥）
  - 松本人志（ダウンタウン）
- フロア進行
  - 伊藤利尋（フジテレビアナウンス室情報担当局次長）
- 観覧ゲスト
  - ラウール（Snow Man）
  - 目黒蓮（Snow Man）
  - 深澤辰哉（Snow Man）
  - 岩本照（Snow Man）
  - 渡辺翔太（Snow Man）
  - 佐久間大介（Snow Man）

鶴瓶自宅前中継 リポーター
- 勝野健（フジテレビアナウンサー）

トークセッション ゲスト
- 飯尾和樹（ずん）

負けたら即熱湯!! 鉄棒ぶら下がり対決
- ダチョウ倶楽部
- BiSH
- ナイツ
- ミキ

### 第2夜
アーティスト
- INI
- ASKA
- 斉藤由貴
- Saucy Dog
- GENERATIONS from EXILE TRIBE
- 乃木坂46
- 浜崎あゆみ
- マカロニえんぴつ
- 矢部浩之

お笑い芸人
- アインシュタイン
- Aマッソ
- オズワルド
- かまいたち
- ジャングルポケット
- ダイアン
- 錦鯉
- ニューヨーク
- バイきんぐ

TORIMAKI
- 秋山竜次（ロバート）
- 勝野健（フジテレビアナウンサー）
- 浜崎あゆみ
- 松浦勝人

お礼ダーツチャレンジ
- ダチョウ倶楽部

リクエスト歌謡祭
- 稲田直樹（アインシュタイン）× 斉藤慎二（ジャングルポケット）× 清塚信也
- 岡本知高&デーモン閣下
- 乃木坂46
- 生田竜聖（フジテレビアナウンサー）
- 勝野健（フジテレビアナウンサー）
- 岸本理沙（フジテレビアナウンサー）
- 小室瑛莉子（フジテレビアナウンサー）
- 杉原千尋（フジテレビアナウンサー）
- 永島優美（フジテレビアナウンサー）
- 堤礼実（フジテレビアナウンサー）
- 松﨑涼佳（フジテレビアナウンサー）
- 山本賢太（フジテレビアナウンサー）

## 企画・コーナー

### 第1夜
直電!生ブッキング 明日来てくれませんか?
アンタッチャブルがコーナーMCを担当。昨年と同様にMC陣がアポなしでそれぞれ自前のスマートフォンで芸能界の知人にいきなり生電話をしていき、第2夜の出演交渉を行った。岡村は上戸彩、矢部はレギュラー番組でも共演経験のあるマツコ・デラックス、中居は自身の番組で共演した際に「なんかあったら、いつでも呼んでね」と言われ、この企画のためにマネージャーを介して電話した新庄剛志、松本は相方である浜田雅功にそれぞれ生電話を行った。
これらとは別に昨年、「家や!」と連呼しスタジオを盛り上げた笑福亭鶴瓶にも再び松本から電話をかけ、本当に家にいるのか?を検証した。中継で勝野健アナウンサーを兵庫県の自宅に派遣しインターホンを押すが、電話越しではそれらしき音がせず、鶴瓶自身は慌てて茶を濁すなどしてコーナーは終了した。
また、矢部と松本は最初の電話の際には繋がらず、留守番電話を入れ、松本は鶴瓶に電話をかける直前、矢部は後述する「第2夜のオープニングアクト 視聴者投票」の説明途中のタイミングでそれぞれ折り返し電話が来たためそこで生電話を行った。
IPPON GRAND PRIX THE LIVE!
『IPPONグランプリ』の番組フォーマットにのっとり、従来のお笑い芸人に加えて特別にアーティストも参戦して、お笑い芸人とアーティストが番組初の生放送でチーム対抗の大喜利対決を展開する。芸人チームとして"大喜利苦手芸人"であるFUJIWARAの藤本敏史、陣内智則、フットボールアワーの後藤輝基、アーティストチームとしてSnow Manの向井康二、阿部亮平、宮舘涼太がそれぞれ登場し、審査員は大会チェアマンを務める松本人志、番組で優勝経験もあるバカリズム、笑い飯の西田幸治、千鳥の大悟が担当した。また、審査員は『IPPONグランプリ』のスタジオではなく、『ラフ&ミュージック』のメインスタジオからの観戦スタイルで審査を行い、MC陣とSnow Manの残りのメンバーもメインスタジオから対決を観戦した。
ルールは本家の決勝と同様に審査員の持ち点は一人2点で、合計8点満点を獲得すると「IPPON」となる。4問のお題が終了した時点で「一本」の獲得数が多いチームの勝利となり、Snow Manチームが優勝した。双方なかなか「IPPON」が飛び出さない流れで、チームの垣根を越えて6人が一致団結し、「IPPON」を獲得すると、6人全員で祝福し合う一幕もあり、いつもとは違う『IPPONグランプリ』として話題となった。
| 出場者 （カッコ内はIPPON獲得数。）  | 出場者 （カッコ内はIPPON獲得数。）  | お題 |
| Snow Man                            | 吉本大喜利苦手芸人                  | お題 |
| ----------------------------------- | ----------------------------------- | --- |
| 向井康二(1) 阿部亮平(1) 宮舘涼太(2) | 藤本敏史(2) 後藤輝基(1) 陣内智則(0) | - 第1問：「アリーナー!!」みたいに言うな!何? - 第2問：写真で一言ルーレット - 第3問：ドラムロール大喜利 - 第4問：1000回連続バク転するとどうなる? |
| 4                                   | 3                                   | - 第1問：「アリーナー!!」みたいに言うな!何? - 第2問：写真で一言ルーレット - 第3問：ドラムロール大喜利 - 第4問：1000回連続バク転するとどうなる? |

第2夜オープニングアクト視聴者投票
アンタッチャブルがコーナーMCを担当。第1夜の放送中に『ニューヨーク嶋佐「空手の形」生披露』『ジャンポケおたけ 生「もんじゃ作り」』『松本人志&岡村隆史の生「YAH YAH YAH」』の3候補で視聴者投票を行い、エンディングで決定したオープニングアクトを発表した。
負けたら即熱湯!! 鉄棒ぶら下がり対決
2日前の8日に59歳の誕生日を迎えた松本人志をお祝いするためにダチョウ倶楽部が番組の終盤に登場した。誕生日プレゼントとして人生初の熱湯風呂を用意し、岡村とともに鉄棒にぶら下がり熱湯に落ちないかの対決を行った。岡村に勝利した松本であったが、その後も足を着地させる台が運ばれず限界を迎えて落下。口から熱湯を出し、ボケる流れも含めて、松本が上島竜兵の立ち回りを全うした。その後、肥後克広に連れられる形で昴生、大悟に連れられる形でセントチヒロ・チッチが熱湯風呂にそれぞれ落ちるという"カオス"な状況で第1夜の幕は閉じた。

### 第2夜
松本人志&岡村隆史の生「YAH YAH YAH」
第2夜のオープニングアクト。松本がASKA、岡村がCHAGEにそれぞれ扮して、CHAGE and ASKAの「YAH YAH YAH」を生披露した。
TORIMAKI
前年に引き続き、秋山竜次（ロバート）扮する日本で唯一の“取り巻き”のプロ・白木善次郎が、生放送中のフジテレビ内で、スタジオ入りするゲストアーティストを和ませたり、本番前の控室の雰囲気を盛り上げたりと、“取り巻き”の奥義を披露する。
今回は前年に取り巻けなかった浜崎あゆみを取り巻くために奮闘する様子が伝えられたが、浜崎を迎えにフジテレビの入口に向かうと、突然真っ赤なフェラーリが登場し、運転席から松浦勝人が現れ、助手席に乗る浜崎をエスコートして登場した。その後のトークセッションにて浜崎は松浦が白木（秋山）の大ファンであることから出演することになったことを明かした。
前日ブッキングゲスト
第1夜の「直電!生ブッキング 明日来てくれませんか?」にて生電話で出演交渉をした者のうち、笑福亭鶴瓶、新庄剛志が出演し、鶴瓶、新庄はそれぞれ1人ずつ登場しMC陣とトークコーナーを展開した。
また、ゲストにダーツを投げてもらい矢が刺さった項目をMC陣からお礼する「お礼ダーツチャレンジ」がトークの後に用意されており、項目には「星野リゾート宿泊券」や「最高級和牛10kg」、「高級フルーツ盛り合わせ」、「USJペアチケット」といったご褒美系からMC陣が鼻フック、ゴムパッチン、乳首相撲といった体を張る系、さらには第1夜でも好評だった熱湯風呂といった項目が用意されていたが、出演した2人が刺した項目はどちらも熱湯風呂であり、鶴瓶は自ら、新庄はジャンケンで決めた結果、柴田が熱湯風呂に落とされた。
なお、上戸彩、マツコ・デラックス、浜田雅功は都合がつかないことから出演が叶わず、浜田に関しては急遽浜田のものまねをしている山本高広が登場した。
リクエスト歌謡祭
前年に引き続き、アーティストが番組からのリクエストを受けて一夜限りのパフォーマンスを披露する。また、お笑い芸人とのコラボパフォーマンスも行われる。
乃木坂46は松本剛と杉谷拳士からのリクエストとしてきつねダンスが話題の「The Fox」をブッキングゲストで出演していた新庄の目の前で披露し、岡本知高&デーモン閣下は中島みゆきの「地上の星」、フジテレビアナウンサー9人は「ONE PIECE FILM RED」オープニングテーマの「新時代」、清塚信也のピアノ演奏で「愛のかたまり」を稲田直樹が堂本光一、斉藤慎二が堂本剛に扮してそれぞれ歌唱・ダンスパフォーマンスを行った。
グランドフィナーレ
番組のラストは前年同様に松本、中居をセンターにしてMC陣全員で「明日があるさ」を歌唱して、2日間に及ぶ放送に幕を閉じた。

## セットリスト
本項目ではお笑いネタを黒、楽曲パフォーマンスを白で表記する。

### 第1夜
- NON STYLEは「好きなテレビ番組」をテーマに警察24時のネタになる漫才をしようとする井上裕介に対して石田明が8日前の3日に結婚を発表した井上にプロポーズの言葉や指輪の値段を聞き出す漫才を披露[35]。その後のトークセッションでは松本や岡村に結婚報告の電話をした際にめちゃくちゃ電波の悪いところから電話をがかかってきたことを笑いを交えながらトークを行った[36]。
- KOH+は2007年に放送されたドラマ『ガリレオ』の主題歌である「KISSして」と映画『沈黙のパレード』の主題歌である新曲「ヒトツボシ」を披露。トークセッションではメンバーの福山雅治と松本人志が『HEY!HEY!HEY! MUSIC CHAMP 2015 春の大ぶっちゃけトークSP』（2015年4月6日放送・フジテレビ）[37]以来7年5ヶ月ぶりの共演が実現し、かつて行っていたビリヤード対決と罰ゲームとして松本が「Heart」を歌う映像（1998年7月13日・12月21日放送）を放送した上で当番組で再度対決を行いたかったことや福山がかつて岡村と同じマンションに住んでいた秘話などトークを繰り広げた[38]。また、同トークでは2013年の「ガリレオ」で刑事役として出演した澤部佑や「沈黙のパレード」に出演しており、メンバーの柴咲コウが大ファンである飯尾和樹が参加した[38]。

| 順番                                         | アーティスト/芸人                                                | 楽曲/お笑いネタ                                                  |
| -------------------------------------------- | ---------------------------------------------------------------- | ---------------------------------------------------------------- |
| 1                                            | フットボールアワー                                               | 帽子                                                             |
| 2                                            | AKB48                                                            | 夏の名曲メドレー                                                 |
| 3                                            | チョコレートプラネット                                           | 約束のホームラン                                                 |
| 4                                            | 見取り図                                                         | 同窓会                                                           |
| トーク1                                      | トークゲスト：AKB48、フットボールアワー、チョコレートプラネット  | トークゲスト：AKB48、フットボールアワー、チョコレートプラネット  |
| 5                                            | NON STYLE                                                        | ご報告                                                           |
| 6                                            | ミルクボーイ                                                     | おかんの好きな形                                                 |
| 7                                            | ジャニーズWEST                                                   | Mixed Juice                                                      |
| トーク2                                      | トークゲスト：ジャニーズWEST、NON STYLE、ミルクボーイ            | トークゲスト：ジャニーズWEST、NON STYLE、ミルクボーイ            |
| 8                                            | ハライチ                                                         | ペットを飼いたい                                                 |
| 9                                            | Snow Man                                                         | JUICY                                                            |
| トーク3                                      | トークゲスト：Snow Man、バカリズム、西田幸治、フットボールアワー | トークゲスト：Snow Man、バカリズム、西田幸治、フットボールアワー |
| 10                                           | ロッチ                                                           | 試着室                                                           |
| トーク4                                      | トークゲスト：KOH+、飯尾和樹、ハライチ、ロッチ                   | トークゲスト：KOH+、飯尾和樹、ハライチ、ロッチ                   |
| 11                                           | KOH+                                                             | KISSして ヒトツボシ                                              |
| 直電!生ブッキング 明日来てくれませんか?      |                                                                  |                                                                  |
| IPPON GRAND PRIX THE LIVE!                   |                                                                  |                                                                  |
| 12                                           | 空気階段                                                         | ゆうえんち                                                       |
| 13                                           | 爆笑問題                                                         |                                                                  |
| トーク5                                      | トークゲスト：石川さゆり、爆笑問題、空気階段                     | トークゲスト：石川さゆり、爆笑問題、空気階段                     |
| 14                                           | 石川さゆり                                                       | 残雪                                                             |
| 第2夜 オープニングアクト 視聴者投票          |                                                                  |                                                                  |
| 15                                           | Creepy Nuts                                                      | 堕天                                                             |
| 16                                           | ミキ                                                             | クラスメイト                                                     |
| 17                                           | Tani Yuuki                                                       | W / X / Y                                                        |
| トーク6                                      | トークゲスト：Creepy Nuts、Tani Yuuki、ミキ                      | トークゲスト：Creepy Nuts、Tani Yuuki、ミキ                      |
| 18                                           | ナイツ                                                           |                                                                  |
| 19                                           | BiSH                                                             | サヨナラサラバ                                                   |
| トーク7                                      | トークゲスト：BiSH、ナイツ、ミキ                                 | トークゲスト：BiSH、ナイツ、ミキ                                 |
| 負けたら即熱湯！！鉄棒ぶら下がり対決         |                                                                  |                                                                  |
| 第2夜 オープニングアクト 視聴者投票 結果発表 |                                                                  |                                                                  |

### 第2夜
- ニューヨークはデスゲームを題材にした漫才で香取慎吾や草彅剛、SMAPの楽曲「がんばりましょう」、『SMAP×SMAP』のコーナー「BISTRO SMAP」などSMAPや新しい地図をネタの中に登場させ、スタジオで中居も鑑賞しながら行われたこともあり、話題となった[39]。
- サプライズ企画として、錦鯉のネタに長谷川雅紀が憧れていた斉藤由貴がサプライズで登場を果たした。また、錦鯉は斉藤の「卒業」のパフォーマンスに応援としてステージ横で参加した[40]。
- ASKAはライブが行われている福岡県のテレビ西日本のスタジオから中継でトークに出演した。松本人志とは18年ぶりの共演が実現し、『HEY!HEY!HEY! MUSIC CHAMP』や『うたばん』といった音楽番組での出演時にまつわる秘話を明かした[41][42]。
- 大トリはMCの一人である矢部浩之が自身の曲である「スタンドバイミー」を披露した[43]。

| 順番 | アーティスト/芸人                                                          | 楽曲/お笑いネタ                                                            |
| --- | -------------------------------------------------------------------------- | -------------------------------------------------------------------------- |
| OPアクト | 松本人志 & 岡村隆史                                                        | YAH YAH YAH                                                                |
| 1 | アンタッチャブル                                                           | 目撃者                                                                     |
| 2 | ニューヨーク                                                               | デスゲーム                                                                 |
| 3 | 乃木坂46                                                                   | 好きというのはロックだぜ!                                                  |
| トーク1 | トークゲスト：乃木坂46、ニューヨーク、ジャングルポケット                   | トークゲスト：乃木坂46、ニューヨーク、ジャングルポケット                   |
| TORIMAKI① |                                                                            |                                                                            |
| 4 | バイきんぐ                                                                 | 葬式後                                                                     |
| 5 | 錦鯉 × 斉藤由貴                                                            | サファリパーク                                                             |
| トーク2 | トークゲスト：錦鯉、斉藤由貴、バイきんぐ、ダイアン                         | トークゲスト：錦鯉、斉藤由貴、バイきんぐ、ダイアン                         |
| 6 | 斉藤由貴                                                                   | 卒業                                                                       |
| 7 | オズワルド                                                                 | ドレミ                                                                     |
| 8 | アインシュタイン                                                           | 合いの手クイズ                                                             |
| 9 | マカロニえんぴつ                                                           | なんでもないよ、                                                           |
| 10 | Saucy Dog                                                                  | シンデレラボーイ                                                           |
| トーク3 | トークゲスト：マカロニえんぴつ、Saucy Dog、オズワルド、アインシュタイン    | トークゲスト：マカロニえんぴつ、Saucy Dog、オズワルド、アインシュタイン    |
| TORIMAKI② |                                                                            |                                                                            |
| 11 | ジャングルポケット                                                         | 上司の優しさ                                                               |
| 12 | GENERATIONS from EXILE TRIBE                                               | チカラノカギリ                                                             |
| トーク4 | トークゲスト：GENERATIONS from EXILE TRIBE、ジャングルポケット、かまいたち | トークゲスト：GENERATIONS from EXILE TRIBE、ジャングルポケット、かまいたち |
| 前日ブッキングゲスト 笑福亭鶴瓶 |                                                                            |                                                                            |
| 13 | ASKA                                                                       | 太陽と埃の中で                                                             |
| トーク5 | トークゲスト：ASKA、バイきんぐ、ダイアン                                   | トークゲスト：ASKA、バイきんぐ、ダイアン                                   |
| 前日ブッキングゲスト 浜田雅功（山本高広） |                                                                            |                                                                            |
| TORIMAKI③ |                                                                            |                                                                            |
| 14 | かまいたち                                                                 | 質問                                                                       |
| 15 | 浜崎あゆみ                                                                 | Nonfiction                                                                 |
| トーク6 | トークゲスト：かまいたち、浜崎あゆみ、ニューヨーク、アインシュタイン       | トークゲスト：かまいたち、浜崎あゆみ、ニューヨーク、アインシュタイン       |
| 前日ブッキングゲスト 新庄剛志 |                                                                            |                                                                            |
| リクエスト歌謡祭 \| セットリスト \| セットリスト \| セットリスト \| \| 順番 \| アーティスト \| リクエスト曲 \| \| ------------ \| ------------------------------ \| ------------------------ \| \| 1 \| 乃木坂46[注 11] \| The Fox/Ylvis \| \| 2 \| 岡本知高 & デーモン閣下 \| 地上の星/中島みゆき \| \| 3 \| フジテレビアナウンサー[注 12] \| 新時代/ウタ（歌唱：Ado） \| \| 4 \| 稲田直樹 × 斉藤慎二 × 清塚信也 \| 愛のかたまり/KinKi Kids \| |                                                                            |                                                                            |
| 16 | INI                                                                        | Password                                                                   |
| 17 | ダイアン                                                                   | 結婚の挨拶                                                                 |
| 18 | Aマッソ                                                                    | 出世                                                                       |
| 19 | 矢部浩之                                                                   | スタンドバイミー                                                           |
| トーク7 | トークゲスト：INI、Aマッソ、ダイアン                                       | トークゲスト：INI、Aマッソ、ダイアン                                       |
| フィナーレ | MC9人                                                                      | 明日があるさ                                                               |
| セットリスト |                                                                            |                                                                            |
| 順番 | アーティスト                                                               | リクエスト曲                                                               |
| 1 | 乃木坂46                                                                   | The Fox/Ylvis                                                              |
| 2 | 岡本知高 & デーモン閣下                                                    | 地上の星/中島みゆき                                                        |
| 3 | フジテレビアナウンサー                                                     | 新時代/ウタ（歌唱：Ado）                                                   |
| 4 | 稲田直樹 × 斉藤慎二 × 清塚信也                                             | 愛のかたまり/KinKi Kids                                                    |

## ネット局
| 放送対象地域   | 放送局                    | 系列                                         | 第1夜                             | ラフ＆ミュージック朝              | 第2夜                                       |
| -------------- | ------------------------- | -------------------------------------------- | --------------------------------- | --------------------------------- | ------------------------------------------- |
| 関東広域圏     | フジテレビ（CX）          | フジテレビ系列                               | 2022年9月10日（土） 18:30 - 23:10 | 2022年9月11日（日） 10:00 - 11:15 | 2022年9月11日（日） 18:59 - 23:09           |
| 北海道         | 北海道文化放送（uhb）     | フジテレビ系列                               | 2022年9月10日（土） 18:30 - 23:10 | 2022年9月11日（日） 10:00 - 11:15 | 2022年9月11日（日） 18:59 - 23:09           |
| 岩手県         | 岩手めんこいテレビ（mit） | フジテレビ系列                               | 2022年9月10日（土） 18:30 - 23:10 | 2022年9月11日（日） 10:00 - 11:15 | 2022年9月11日（日） 18:59 - 23:09           |
| 宮城県         | 仙台放送（OX）            | フジテレビ系列                               | 2022年9月10日（土） 18:30 - 23:10 | 2022年9月11日（日） 10:00 - 11:15 | 2022年9月11日（日） 18:59 - 23:09           |
| 秋田県         | 秋田テレビ（AKT）         | フジテレビ系列                               | 2022年9月10日（土） 18:30 - 23:10 | 2022年9月11日（日） 10:00 - 11:15 | 2022年9月11日（日） 18:59 - 23:09           |
| 山形県         | さくらんぼテレビ（SAY）   | フジテレビ系列                               | 2022年9月10日（土） 18:30 - 23:10 | 2022年9月11日（日） 10:00 - 11:15 | 2022年9月11日（日） 18:59 - 23:09           |
| 福島県         | 福島テレビ（FTV）         | フジテレビ系列                               | 2022年9月10日（土） 18:30 - 23:10 | 2022年9月11日（日） 10:00 - 11:15 | 2022年9月11日（日） 18:59 - 23:09           |
| 新潟県         | NST新潟総合テレビ（NST）  | フジテレビ系列                               | 2022年9月10日（土） 18:30 - 23:10 | 2022年9月11日（日） 10:00 - 11:15 | 2022年9月11日（日） 18:59 - 23:09           |
| 長野県         | 長野放送（NBS）           | フジテレビ系列                               | 2022年9月10日（土） 18:30 - 23:10 | 2022年9月11日（日） 10:00 - 11:15 | 2022年9月11日（日） 18:59 - 23:09           |
| 静岡県         | テレビ静岡（SUT）         | フジテレビ系列                               | 2022年9月10日（土） 18:30 - 23:10 | 2022年9月11日（日） 10:00 - 11:15 | 2022年9月11日（日） 18:59 - 23:09           |
| 中京広域圏     | 東海テレビ（THK）         | フジテレビ系列                               | 2022年9月10日（土） 18:30 - 23:10 | 2022年9月11日（日） 10:00 - 11:15 | 2022年9月11日（日） 18:59 - 23:09           |
| 富山県         | 富山テレビ（BBT）         | フジテレビ系列                               | 2022年9月10日（土） 18:30 - 23:10 | 2022年9月11日（日） 10:00 - 11:15 | 2022年9月11日（日） 18:59 - 23:09           |
| 石川県         | 石川テレビ（ITC）         | フジテレビ系列                               | 2022年9月10日（土） 18:30 - 23:10 | 2022年9月11日（日） 10:00 - 11:15 | 2022年9月11日（日） 18:59 - 23:09           |
| 福井県         | 福井テレビ（FTB）         | フジテレビ系列                               | 2022年9月10日（土） 18:30 - 23:10 | 2022年9月11日（日） 10:00 - 11:15 | 2022年9月11日（日） 18:59 - 23:09           |
| 近畿広域圏     | 関西テレビ（KTV）         | フジテレビ系列                               | 2022年9月10日（土） 18:30 - 23:10 | 2022年9月11日（日） 10:00 - 11:15 | 2022年9月11日（日） 18:59 - 23:09           |
| 岡山県・香川県 | 岡山放送（OHK）           | フジテレビ系列                               | 2022年9月10日（土） 18:30 - 23:10 | 2022年9月11日（日） 10:00 - 11:15 | 2022年9月11日（日） 18:59 - 23:09           |
| 島根県・鳥取県 | さんいん中央テレビ（TSK） | フジテレビ系列                               | 2022年9月10日（土） 18:30 - 23:10 | 2022年9月11日（日） 10:00 - 11:15 | 2022年9月11日（日） 18:59 - 23:09           |
| 広島県         | テレビ新広島（tss）       | フジテレビ系列                               | 2022年9月10日（土） 18:30 - 23:10 | 2022年9月11日（日） 10:00 - 11:15 | 2022年9月11日（日） 18:59 - 23:09           |
| 愛媛県         | テレビ愛媛（EBC）         | フジテレビ系列                               | 2022年9月10日（土） 18:30 - 23:10 | 2022年9月11日（日） 10:00 - 11:15 | 2022年9月11日（日） 18:59 - 23:09           |
| 高知県         | 高知さんさんテレビ（KSS） | フジテレビ系列                               | 2022年9月10日（土） 18:30 - 23:10 | 2022年9月11日（日） 10:00 - 11:15 | 2022年9月11日（日） 18:59 - 23:09           |
| 福岡県         | テレビ西日本（TNC）       | フジテレビ系列                               | 2022年9月10日（土） 18:30 - 23:10 | 2022年9月11日（日） 10:00 - 11:15 | 2022年9月11日（日） 18:59 - 23:09           |
| 佐賀県         | サガテレビ（STS）         | フジテレビ系列                               | 2022年9月10日（土） 18:30 - 23:10 | 2022年9月11日（日） 10:00 - 11:15 | 2022年9月11日（日） 18:59 - 23:09           |
| 長崎県         | テレビ長崎（KTN）         | フジテレビ系列                               | 2022年9月10日（土） 18:30 - 23:10 | 2022年9月11日（日） 10:00 - 11:15 | 2022年9月11日（日） 18:59 - 23:09           |
| 熊本県         | テレビくまもと（TKU）     | フジテレビ系列                               | 2022年9月10日（土） 18:30 - 23:10 | 2022年9月11日（日） 10:00 - 11:15 | 2022年9月11日（日） 18:59 - 23:09           |
| 宮崎県         | テレビ宮崎（UMK）         | フジテレビ系列 日本テレビ系列 テレビ朝日系列 | 2022年9月10日（土） 18:30 - 23:10 | 2022年9月11日（日） 10:00 - 11:15 | 2022年9月12日（月） 0:55 - 5:05（11日深夜） |
| 鹿児島県       | 鹿児島テレビ（KTS）       | フジテレビ系列                               | 2022年9月10日（土） 18:30 - 23:10 | 2022年9月11日（日） 10:00 - 11:15 | 2022年9月11日（日） 18:59 - 23:09           |
| 沖縄県         | 沖縄テレビ（OTV）         | フジテレビ系列                               | 2022年9月10日（土） 18:30 - 23:10 | 2022年9月11日（日） 10:00 - 11:15 | 2022年9月11日（日） 18:59 - 23:09           |

## スタッフ
- 制作統括：中嶋優一
- ナレーション：伊藤利尋（フジテレビアナウンサー）
- 構成：高須光聖、町田裕章、樅野太紀、中藤洋、水野守啓、安齋友朗、堀由史、平田喜之、さだ、長谷川優、大西右人、山本大
- TP/SW：斉藤伸介
- TD/SW：馬場義士
- SW：長尾康平、河西純、小澤義紀
- CAM：高瀬和彦、中野誠也、矢代祐一
- VE：杉本雄亮、白波孝大、山下将平
- AUD：日置健太郎、吉永哲也、小清水健治
- 照明：黒井宏行、堀江泰輔、根本進
- 美術制作：三竹寛典
- デザイン：永井達也
- アートディレクター：邨山直也
- アートコーディネーター：中村秀美、鈴木あみ
- 大道具：杉本孝宏、三田部義広、宮路博貴
- 装飾：乾川太志、鈴木竜
- アクリル装飾：加藤徳格
- 電飾：熊田裕衣子、下地邦弥
- アートフレーム：坂脇伸吾
- 視覚効果：中溝雅彦、倉谷美奈絵
- 特殊装置：中崎峰生
- ファイバーワーク：北川豊子
- LED：河本祥太
- 衣装：林春来
- 持道具：土屋洋子
- メイク：山田かつら
- スタイリスト：高堂のりこ
- タイトルCG：古畑資展
- CG編集：渡辺之雄
- CG：草崎祐一郎、紺野彩美、坂田亜希穂
- 編集：渕真悟、奥山修
- MA：近藤宏紀
- 音響効果：中田圭三、大平拓也、笠松広司、千本洋
- 技術協力：fmt、共テレ、ニューテレス、サンフォニックス、田中電設工業、明光セレクト、IMAGICA、デジデリック、東京TUBE、MULTI BACKS、4-Legs、Roppongi-Lab
- 協力：SPINGLASS
- 編成：春名剛生、加藤愛理
- 広報：北村桃子、飯泉英一郎
- 営業推進部：安部花恵、西田樹乃
- TK：槇加奈子、水越理恵、平野美紀子、髙木美紀
- 制作協力：吉本興業
- デスク：山崎尚美、鈴木桂子、富張明子、市川亜季、瀬川桃花、植林茜
- 制作P：倉科知美、橋本苑香
- FD：原凛一郎、萩原渓太郎、古庄優香、淡路紗生、渡辺由貴、松舘ちひろ、井上拓也
- ディレクター：北山拓、島田和正、浜崎綾、石川隼、高橋正尚、角山僚祐、宮川直樹、登内翼斗、大村昂平、川上惇、間島陸、岡耕平、城山海周、坪井一季、岡本卓真、柴田尚輝/城間康男、津野若菜、黒岩栄治、花輪研斗、廣井敦
- GP：太田一平
- プロデューサー：三浦淳、北口富紀子、南條祐紀、池田拓也、宮崎鉄平、太田秀司/神夏磯秀、武井大樹、内藤豊、世継栄大、國廣光/土田芳美、後藤夏美、相場優衣子、金佐智絵、安部公代、竹内承、岡村恭子、桐谷太一、五十嵐久也、今尾千里、貞本有紀
- 演出：山田賢太郎
- チーフプロデューサー：上野貴央
- 総合演出：萬匠祐基
- 制作：フジテレビ バラエティ制作センター
- 制作著作：フジテレビ

### IPPON GRAND PRIX THE LIVE!
- ナレーション：松元真一郎、樋口あかり
- SW：岩田一己
- CAM：吉原喜久
- VE：武田和浩
- AUD：本間祥吾
- 照明：紙透貴仁
- デザイン：鈴木賢太
- アートコーディネーター：内山高太郎
- CG：木本禎子
- 音響効果：田中寿一
- TK：江野澤郁子
- AP：木村文香
- FD：大和田祐人
- ディレクター：玉置遼、米田唯一、青木孝之、峠奈緒、飯沼慶治郎、幸田拓也、渡辺恭平
- プロデューサー：利光智子
- 演出：日置祐貴